# تهمینه (کهنوج)
تهمینه، روستایی در دهستان کوتک بخش مرکزی شهرستان کهنوج در استان کرمان ایران است.

## جمعیت
بر پایه سرشماری عمومی نفوس و مسکن در سال ۱۳۹۵، جمعیت این روستا برابر با ۱۷۳ نفر (۴۱ خانوار) بوده‌است.